# London (film, 2005)
London je americký romantický film z roku 2005, který napsal a režíroval Hunter Richards. Hrají v něm Chris Evans, Jason Statham, Jessica Biel, Joy Bryant, Kelli Garner a Isla Fisher.

## Děj
Syd (Chris Evans) se dozví, že jeho bývalá přítelkyně London (Jessica Biel) pořádá večírek na rozloučenou před odjezdem do Kalifornie s novým přítelem. V šoku a vzteku zničí svůj byt a rozhodne se na večírek dorazit byť není pozván. Bere s sebou bankéře Batemana (Jason Statham), který mu jako laskavost přináší kokain.
Na večírku se dvojice uzavře v koupelně, kde neustále šňupají kokain, pijí tequilu a vedou hluboké rozhovory o životě, ženách a bolesti. Přidají se k nim dvě dívky, které předstírají soucit, aby získaly drogy. Bateman nakonec přesvědčí Syda, aby si šel s London promluvit.
Po napjaté hádce uprostřed večírku se Syd a London rozhodnou odejít, ale ještě předtím se strhne rvačka mezi nimi a hosty. Později se v autě usmíří, skončí spolu v posteli, ale ráno London stejně odjíždí. Na letišti jí Syd vyzná lásku, což ji dojme, ale neodradí od rozhodnutí odejít.

## Obsazení
- Jessica Biel jako London
- Chris Evans jako Syd
- Jason Statham jako Bateman
- Joy Bryant jako Mallory
- Kelli Garner jako Maya
- Isla Fisher jako Rebecca
- Dane Cook jako George
- Louis C.K. jako terapeut
- Casey LaBow jako domina
- Kat Dennings jako Lilly
- Lina Esco jako Kelly
- Paula Patton jako Alex
- Antonio Muñoz jako Vrah ve snu